# Sutton (Dakota Północna)
Sutton – jednostka osadnicza w Stanach Zjednoczonych, w stanie Dakota Północna, w hrabstwie Griggs.